# Лимонен
Лимоне́н — 1-метил-4-изопропенилциклогексен-1, углеводород группы терпенов.
Два его изомера отвечают за запах цитрусовыx и запах хвои.